# أندرسون ألفيس دا سيلفا
أندرسون ألفيس دا سيلفا (بالبرتغالية: Anderson Alves da Silva‏) هو لاعب كرة قدم برازيلي في مركز ظهير ‏، ولد في 10 يناير 1983 في ريو دي جانيرو في البرازيل. شارك مع منتخب البرازيل تحت 17 سنة لكرة القدم ومنتخب البرازيل تحت 20 سنة لكرة القدم ومنتخب البرازيل لكرة القدم. أما مع النوادي، فقد لعب مع أونياو ليريا وريد بل براغانتينو وغولد كوست يونايتد ونادي ريو برانكو ونادي فاتيما ونادي فلامنغو ونادي كاشياس دو سول ونادي كريسيوما.

## وصلات خارجية
- أندرسون ألفيس دا سيلفا على موقع قاعدة بيانات كرة القدم.إي يو (الإنجليزية)
- أندرسون ألفيس دا سيلفا على موقع Soccerway.com (الإنجليزية)
- أندرسون ألفيس دا سيلفا على موقع عالم كرة القدم.نت (الإنجليزية)